# Violentata sulla sabbia
Violentata sulla sabbia è un film del 1971 diretto da Renzo Cerrato.

## Trama
Vanina e Juliette vanno a trascorrere quindici giorni di vacanza al mare in Sardegna. Mentre sono in spiaggia, Vanina incontra un ragazzo e decide che sarà lui a toglierle la verginità: dà appuntamento al ragazzo per la sera successiva e si prepara all'evento, che ha pianificato attentamente.

## Produzione

### Riprese
Girato a Siniscola nella frazione di Santa Lucia, nelle Baronie in Sardegna.

## Distribuzione
Il film è stato distribuito nell'aprile 1971 dalla I.N.D.I.E.F. Doppiaggio affidato alla S.A.S. con la direzione di doppiaggio di Mario Colli.